# 软件工厂
軟件工廠（Software Factory），指一種軟件開發的方法。結構化整合互相關聯的軟件資產，有助於產出符合特定外部接口定義的軟件、應用程序或組件。通過將製造業技術應用於軟件開發中，吸取製造業的優點。此外也與外包式的軟件開發密切相關。

## 概要
在軟件工程、企業架構以及軟件架構領域，軟件工廠是一種以規範方式部署工具、工序、內容的軟件。可以通過規範的架構與設置，自動化地開發、維護原型軟件的派生產品，此一作法也屬於軟體產品線中的一種。
編程這一工作需要專業的技能才能勝任（若以傳統的製造來看，類似有經驗的工匠），在软件工厂的應用層開發不需進行編程。軟體建立時不使用IDE編程，而使用預先定義的組件構築程序。僅在增添新組件或新服務時才需要傳統的編程。由軟件工廠開發而來的程序多屬於複合程序。
這些軟件的例子包括微軟的Access、FileNet的Process Manager、Crystal Report、和ObjectBuilder的LiveIntegrator與LiveModeler。

## 目的
軟件工廠的目的在於更有效地利用開發類似軟件時曾積累的知識與資產。集成特定種類軟件的成果到可再次使用的包內，以更準確地傳遞開發中獲得的寶貴知識。
適當地使用軟件工廠開發軟件具有許多優點，涵蓋提高生產力、提升產品質量、功能擴展等方方面面。

## 外部連結
- 軟件工廠 （页面存档备份，存于） (微軟.NET架構中心)
- NConstruct - Intelligent Software Factory （页面存档备份，存于）